# 飛びだす 悪魔のいけにえ レザーフェイス一家の逆襲
『飛びだす 悪魔のいけにえ レザーフェイス一家の逆襲』（原題: Texas Chainsaw Massacre 3D）は、2013年のアメリカのスラッシャー・ホラー映画。監督はジョン・ラッセンホップ、脚本はアダム・マーカス、デブラ・サリヴァン、クリステン・エルムズ。「悪魔のいけにえ」シリーズの第7作目で、3Dで上映された。1974年に公開された『悪魔のいけにえ』の直接の続編（後続の作品の出来事は無視される）であり、当初はフランチャイズの最終章として製作された。出演はアレクサンドラ・ダダリオ、ダン・イェーガー、トレイ・ソングス、タニア・レイモンド、スコット・イーストウッド、トム・バリー。

## ストーリー
1作目のラストで命からがら逃げ出したサリーの証言で悪事が明るみに出たソーヤー一家は、自警団の手で皆殺しにされた。唯一生き残った赤ん坊ヘザーは自警団の夫婦に助け出された。時は経ち、成人になったヘザーの元に祖母が亡くなったとの知らせが届く。そして祖母が生前住んでいたとされる洋館に友人たちとともに向かうが、そこには死んだはずのレザーフェイスの魔の手が伸びていた。

## キャスト
| 役名                 | 俳優                         | 日本語吹替 |
| -------------------- | ---------------------------- | ---------- |
| ヘザー・ミラー       | アレクサンドラ・ダダリオ     | 木下紗華   |
| レザーフェイス       | ダン・イェーガー             | 三宅健太   |
| ライアン             | トレイ・ソングス             | 後藤光祐   |
| カール               | スコット・イーストウッド     | 松本忍     |
| ニッキー             | タニア・レイモンド           | 沢城みゆき |
| ダリル               | ショーン・サイポス           | 斎藤寛仁   |
| ケニー               | ケラム・マレッキ＝サンチェス | 小田柿悠太 |
| フーパー保安官       | トム・バリー                 | 五王四郎   |
| バート・ハートマン   | ポール・レイ                 | 石住昭彦   |
| ファーンズワース     | リチャード・リール           | 藤本譲     |
| マーヴィン           | ジェームズ・マクドナルド     | 田尻浩章   |
| ドレイトン・ソーヤー | ビル・モーズリー             |            |
| ヴァーナ・カーソン   | マリリン・バーンズ           | 竹内絢子   |
| グランパ・ソーヤー   | ジョン・デュガン             |            |
| ボス・ソーヤー       | ガンナー・ハンセン           | 鈴木幸二   |

ヘザー・ミラー
この物語の主人公。
レザーフェイス
本名はジェディダイア･ソーヤー。通称ジェド。
ライアン
ヘザーの恋人。
カール

ニッキー
ヘザーの友人
ダリル
ガソリンスタンドで出会った青年。
ケニー
ヘザーの友人。
フーパー保安官
サリーの知り合いで保安官。
ファーンズワース
ヴァーナの専門弁護士。
ドレイトン・ソーヤー
ソーヤー一家の長男。
ヴァーナ・カーソン
ソーヤー一家の母。
グランパ・ソーヤー
ソーヤー一家の父。
ボス・ソーヤー
ソーヤー一家の家長。

## 製作
2007年1月、『テキサス・チェーンソー ビギニング』に続く3作目のプロットが存在するかを尋ねられ、プラチナム・デューンズのブラッド・フラーは今後の計画は無いと述べた。2009年10月、ツイステッド・ピクチャーズの製作社長のカール・マッツォコーネは、プラチナム・デューンズとの交渉後、『悪魔のいけにえ』の権利を保有していたボブ・クーンとキム・ヘンケルと契約した。この契約は複数の映画のためのものである。本作のプロデューサーはカール・マッツォコーネのみであり、アヴィ・ラーナー、マーク・バーグらはエグゼクティブ・プロデューサーを務める。ジョン・ラッセンホップとキルステン・エルムスの草案後、アダム・マーカスとデブラ・サリヴァンが脚本を執筆した。ラッセンホップは監督も務める。
2011年6月にプリプロダクションに移った。主要撮影は2011年7月末にルイジアナ州シュリーブポートのミレニアム・スタジオで始まった。プールパーティの場面は8月1日に撮影された。8月末、製作はマンスフィールドに移った。

## 公開
公開は2013年1月4日を予定している。ライオンズゲートがアメリカ合衆国で配給し、ニュー・イメージがカンヌ国際映画祭で世界各国に売却する。
最初の公式予告編は2012年9月13日に公開された。